# Headley (Basingstoke and Deane)
Headley – wieś w Anglii, w hrabstwie Hampshire, w dystrykcie Basingstoke and Deane. Leży 34 km na północ od miasta Winchester i 81 km na zachód od Londynu.